# Keo thơm
Keo nước hoa hay keo ta, keo thơm, rum tai, mâm côi (danh pháp hai phần: Acacia farnesiana) là một loài thực vật có hoa trong họ Đậu. Loài này được (L.) Willd. miêu tả khoa học đầu tiên.

## Hình ảnh

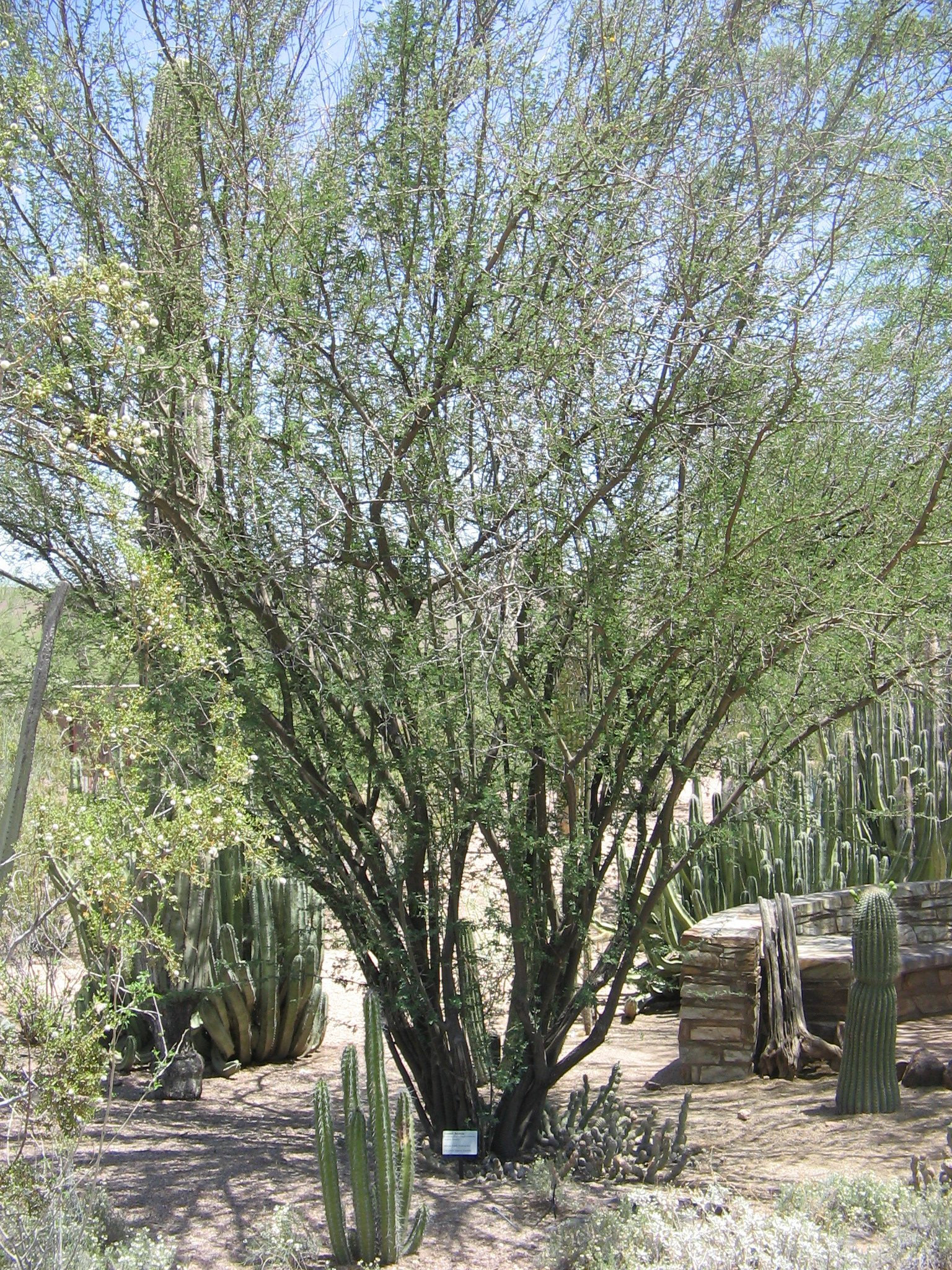
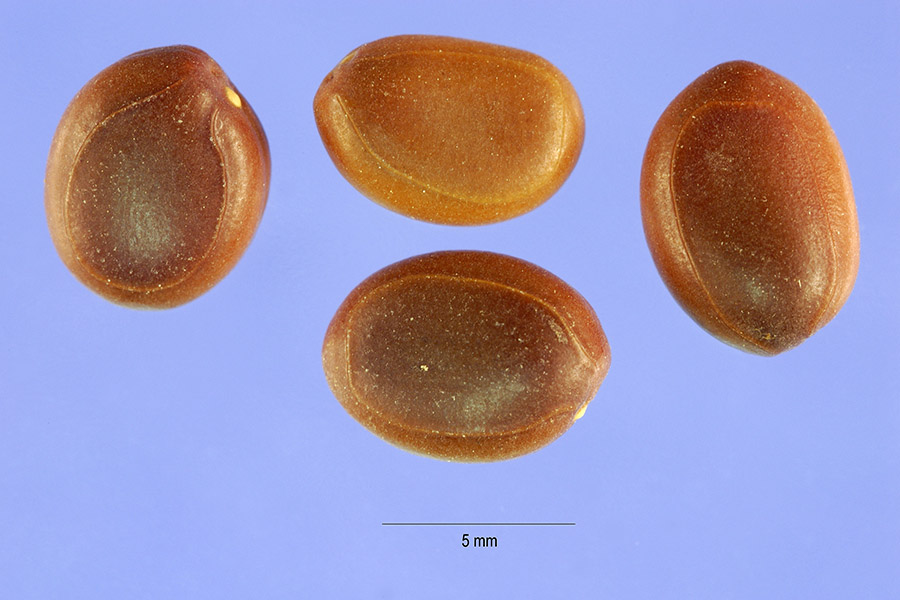
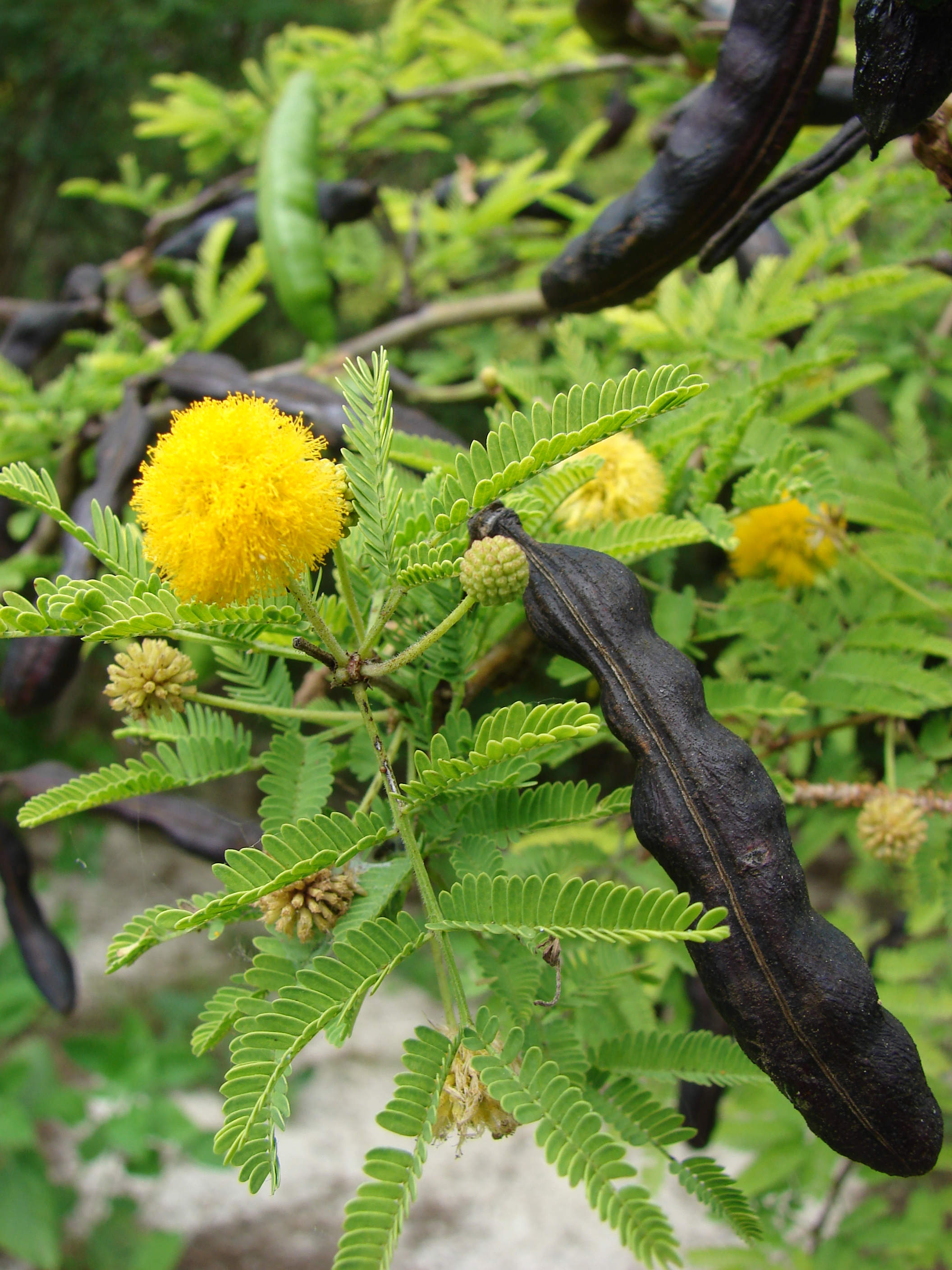
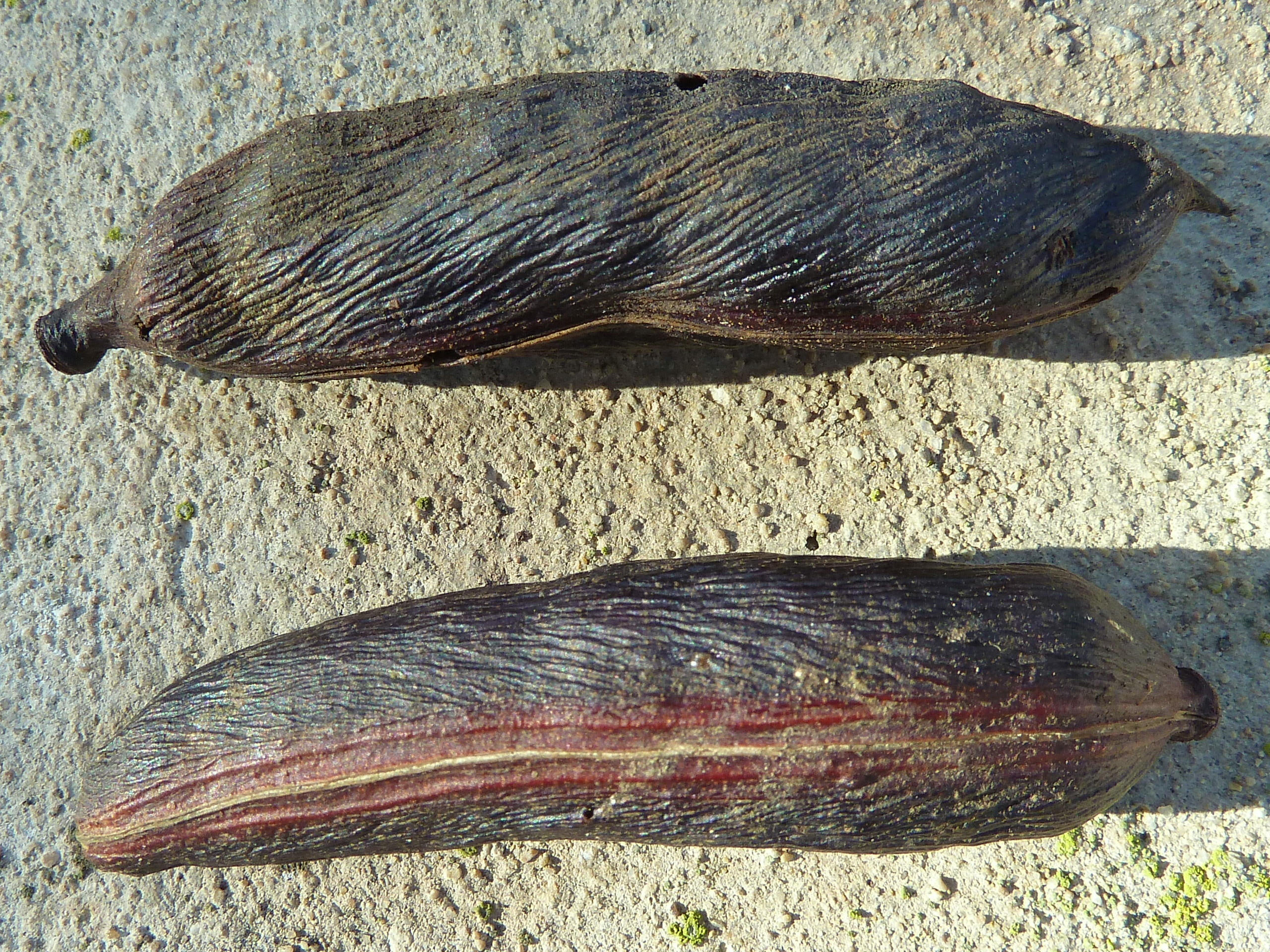